# Carlos Rafael Rodríguez

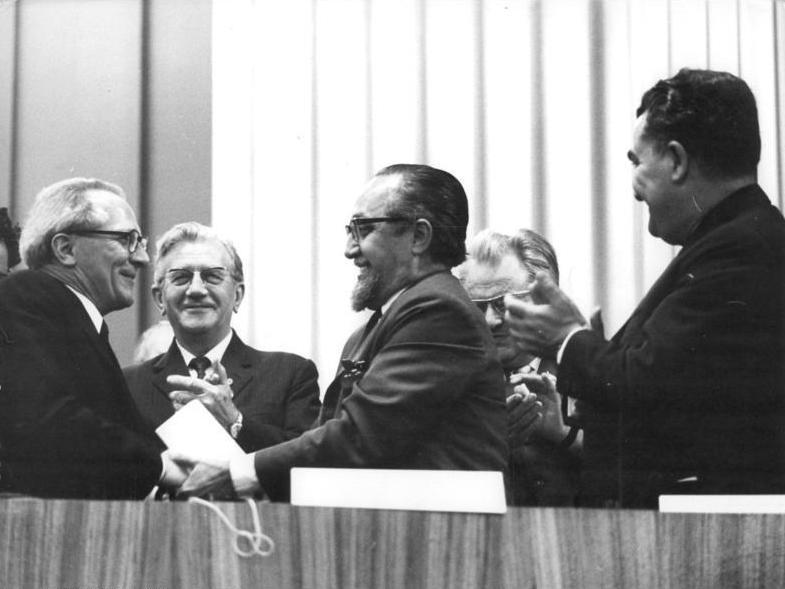
Carlos Rafael Rodriguez (w środku)

Carlos Rafael Rodríguez (ur. 23 maja 1913 w Cienfuegos, zm. 8 grudnia 1997) – kubański polityk, profesor prawa na uniwersytecie w Hawanie, od 1933 burmistrz Cienfuegos, od 1936 działacz Komunistycznej Partii Kuby (od 1944 Socjalistycznej Partii Ludowej), redaktor gazety partyjnej Hoy, od 1943 do 1944 minister bez teki w rządzie koalicji, od 1962 do 1965 prezes Narodowego Instytutu Reformy Rolnej, od 1965 do 1972 ponownie minister bez teki, od 1972 do śmierci wicepremier Kuby, od 1975 do śmierci członek KC Komunistycznej Partii Kuby. Zmarł na chorobę Parkinsona.